# Ангара-1.2
«Ангара-1.2» — российская двухступенчатая ракета-носитель лёгкого класса, предназначенная для вывода на низкую околоземную орбиту полезной нагрузки до 3,5 тонн, на солнечно-синхронную орбиту — до 2,4 тонн. Высота «Ангары-1.2» составляет около 41,5 м, стартовая масса ракеты около 171 тонны. Входит в семейство ракет-носителей «Ангара».

## Конструкция ракеты

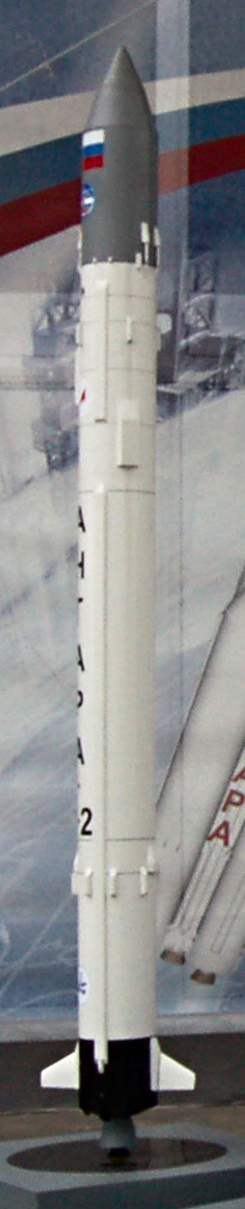
Макет РН «Ангара-1.2» на МАКС-2009

Ракета «Ангара-1.2» имеет две ступени, работающие на криогенном топливе, горючим является керосин марки РГ-1 «нафтил», а окислителем жидкий кислород. Поскольку вторая ступень не имеет возможности повторного включения для формирования окончательной орбиты выводимого космического аппарата, в её состав входит отделяемый блок орбитального выведения «АМ» (агрегатный модуль), работающий на высококипящем топливе АТ «амил»+НДМГ «гептил».

### Первая ступень
Первой ступенью ракеты «Ангара-1.2» является универсальный ракетный модуль УРМ-1, аналогичный используемым на первой и второй ступени тяжелого носителя Ангара-А5. Модуль представляет собой законченную конструкцию, состоящую из баков окислителя и горючего и двигательного отсека, имеет диаметр 2,9 м и длину 25,1 м. УРМ-1 оснащается жидкостным реактивным двигателем замкнутой схемы РД-191, созданным в НПО «Энергомаш» на базе двигателя РД-170, использовавшегося на первых ступенях ракет-носителей Зенит и Энергия и работающим на топливной паре «керосин-кислород».
В конфигурации первой ступени «Ангары-1.2» в состав УРМ-1 дополнительно включаются: блок управляющих газовых сопел, работающих на газе, отбираемом после турбонасосного агрегата двигателя РД-191; аэродинамические рули для управления по крену; промежуточный отсек для соединения со второй ступенью.

### Вторая ступень
В первом испытательном пуске Ангара-1.2ПП использовалась нештатная конфигурация ракеты, с блоком УРМ-2 носителя Ангара-А5 диаметром 3,6 м в качестве второй ступени и без агрегатного модуля. Полёт проходил по суборбитальной траектории с неотделяемым макетом полезной нагрузки.
В штатной комплектации вторая ступень «Ангары-1.2» отличается от модуля УРМ-2, она несёт меньший запас топлива и имеет такой же диаметр, как УРМ-1 — 2,9 м. Как и модуль УРМ-2 для «Ангары-А5», вторая ступень «Ангары-1.2» работает на топливной паре «кислород-керосин» и использует двигатель замкнутой схемы РД-0124А, созданный в КБХА на базе двигателя РД-0124, используемого на «блоке И» ракет-носителей семейства «Союз-2» и имеющего рекордное для «керосиновых» двигателей значение удельного импульса. Двигатель РД-0124А имеет ряд конструктивных отличий от РД-0124 и увеличенное время работы.

### Агрегатный модуль
Для формирования целевой орбиты космического аппарата на ракете «Ангара-1.2» используется отделяемый агрегатный модуль, работающий на высококипящей топливной паре АТ+НДМГ либо её зарубежном аналоге MON+MMH. Агрегатный модуль оснащён двигателями малой тяги, разработанными в НИИМаш (Свердловская область) — четырьмя 11Д458 тягой по 40 кгс и четырнадцатью двигателями ориентации и стабилизации 17Д58Э тягой по 1,3 кгс каждый.

### Головной обтекатель
Головной обтекатель ракеты «Ангара-1.2» состоит из двух створок, его оболочка имеет трёхслойную ячеистую структуру. Под обтекателем размещается агрегатный модуль, адаптер полезной нагрузки и выводимые космические аппараты. Обтекатель имеет диаметр 2,9 метра и общую длину 9,2 м. Для размещения полезной нагрузки под обтекателем может использоваться объём около 25 м³.

## Стартовые площадки
Запуски ракет-носителей семейства «Ангара» производятся с площадки 35 космодрома Плесецк. Планируется создание стартового комплекса на космодроме «Восточный».

## Производство
Ракеты семейства «Ангара» изготавливаются производственным объединением «Полёт» — омским филиалом ГКНПЦ им. Хруничева, производством агрегатного модуля (блока выведения) для «Ангары-1.2» занимается головное предприятие. Серийное производство ракет семейства «Ангара» планировалась начать в 2023 году, в сентябре 2022 года объявлено о переносе начала серийного производства на 2024 год.

## Список пусков
Пуски РН Ангара 1.2 осуществляются с действующей площадки 35 на космодроме Плесецк. Первый полёт РН «Ангара-1.2» в штатной конфигурации состоялся 29 апреля 2022 года.

### Комментарии
1. ↑  Высококипящие топлива —  ракетные топлива, оба компонента которых (горючее и окислитель) могут храниться и использоваться при температуре выше 298 К (24,85 °C)[6]